# النادي الفيصلي (السعودية)
النادي الفيصلي السعودي لكرة القدم هو نادي كرة قدم رياضي سعودي يقع مقره في مدينة حرمة التابعة لسدير بالسعودية، أسس في عام 1374 هـ / 1954 م، وكان اسمه سابقا نادي شباب حرمة، يتكون ألوان الفريق من لونين العنابي والأبيض.

## الإنجازات
كأس خادم الحرمين الشريفين
- البطل (1): 2021
- الوصيف (1): 2018

كأس السوبر السعودي
- الوصيف (1): 2021

دوري الدرجة الأولى السعودي
- البطل (1): 2009–10
- الوصيف (1): 2005–06

دوري الدرجة الثانية السعودي
- البطل (1): 2002–03

دوري الدرجة الثالثة السعودي
- الوصيف (1): 2000–01

كأس الأمير فيصل بن فهد للقسم الأول والثاني
- البطل (1): 2005–06

## تشكيلة الفريق الحالية
ملاحظة: تشير الأعلام إلى المنتخب الوطني على النحو المحدد في قواعد الأهلية للفيفا. قد يحمل اللاعبون أكثر من جنسية واحدة غير تابعة للفيفا.
| الرقم | البلد    | المركز | اللاعب            |
| ----- | -------- | ------ | ----------------- |
| 1     | السعودية | حارس   | محمد الحساوي      |
| 2     | السعودية | مدافع  | ياسين برناوي      |
| 3     | السعودية | مدافع  | هاني الصبياني     |
| 6     | السعودية | وسط    | جابر عيسى         |
| 7     | السعودية | وسط    | عبد العزيز مكين   |
| 8     | البرازيل | وسط    | لوكاس سوزا        |
| 9     | البرتغال | مهاجم  | أليكساندري جويديس |
| 11    | السعودية | وسط    | مالك حمزة         |
| 12    | البرازيل | وسط    | موراتو            |
| 13    | السعودية | وسط    | أحمد كرنشي        |
| 15    | السعودية | مدافع  | محمد الغامدي      |
| 17    | السعودية | مدافع  | عبد الله سبيت     |
| 18    | السعودية | وسط    | يحيى القرني       |
| 19    | السعودية | مهاجم  | يزيد جوشان        |
| 21    | السعودية | حارس   | يزن جاري          |

| الرقم | البلد    | المركز | اللاعب              |
| ----- | -------- | ------ | ------------------- |
| 23    | السعودية | مهاجم  | محمد مجرشي          |
| 24    | السعودية | مدافع  | عبد الله الدوسري    |
| 27    | السعودية | مهاجم  | صالح الرحماني       |
| 32    | السعودية | مهاجم  | وائل كدان           |
| 47    | السعودية | وسط    | أحمد البداح         |
| 50    | السعودية | وسط    | طلال مجرشي          |
| 53    | السنغال  | مدافع  | عبد الله با         |
| 73    | السعودية | مدافع  | حسن الحربي          |
| 77    | السعودية | وسط    | أحمد فلاتة          |
| 78    | السعودية | مدافع  | خالد دغريري         |
| 99    | صربيا    | حارس   | فلاديمير ستويكوفيتش |
| --    | السعودية | مدافع  | مشاري شتيمي         |
| --    | السعودية | مدافع  | عبد الله المطيري    |
| --    | السعودية | وسط    | محمد الزبيدي        |
| --    | السعودية | وسط    | فهد برهمي           |

## المدربون
- ألفريد كازميرو (2006)
- عبدالرازق الشابي (10 نوفمبر 2007 – 16 فبراير 2008)
- زلاتكو داليتش (1 يوليو 2010 – 3 يونيو 2012)
- مارك بريس (4 يونيو 2012 – 9 ديسمبر 2013)
- جياني سوليناس (27 ديسمبر 2013 – 30 يونيو 2014)
- ستيفان ديمول (1 يوليو 2014 – 14 مارس 2015)
- أنطونيو أوليفيرا (14 مارس 2015 – 21 مايو 2015)
- ليفيو تشيوبوتاريو (4 يونيو 2015 – 17 مايو 2016)
- هيليو دوس أنجوس (23 مايو 2016 – 9 نوفمبر 2016)
- توميسلاف إيفكوفيتش (19 نوفمبر 2016 – 19 فبراير 2017)
- جياني سوليناس (20 فبراير 2017 – 5 مايو 2017)
- فوك راسوفيتش (29 مايو 2017 – 3 مايو 2018)
- ميركيا ريدنيك (2 يوليو 2018 – 8 أكتوبر 2018)
- بريكليس تشاموسكا (14 أكتوبر 2018 – 1 يونيو 2021)
- باولو تراميزاني (18 يونيو 2021 – الآن)

## مجلس الإدارة
يتألف مجلس الإدارة من:
| رئيس مجلس الإدارة      | عبد المجيد بن عبد العزيز العميم |
| نائب رئيس مجلس الإدارة | نايف بن عبد الله الدريس         |
| عضو                    | فيصل بن محمد المدلج             |
| عضو                    | إبراهيم بن بدر العميم           |
| عضو                    | أحمد بن عبد الكريم العبدالكريم  |
| عضو                    | شاكر بن محمد العود              |
| عضو                    | عمرو بن محمد النحيط             |
| عضو                    | تركي بن بدر الحميداني           |

## مجلة رسالة الفيصلي
صدرت مجلة رسالة الفيصلي اعتباراً من 1405 هـ، وكان يوزع منها مجاناً داخل المملكة وخارجها أكثر من ألف نسخة، وتهتم باخبار النادي ومعرفة الردود، والعمل على استقطاب الكُتاب من داخل المملكة وخارجها.

## انظر ايضاً
- حرمة

## وصلات خارجية
- الموقع الرسمي